# 이스시

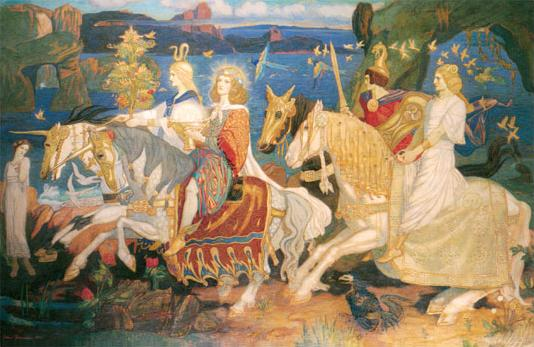
투어허 데 다넌 신족을 묘사한 존 던컨의 1911년 그림 "고분의 기수들(Riders of the Sidhe)". 고대의 신들이 몰락하여 요정으로 퇴화한 것이 이스시라고도 한다.

이스시(아일랜드어: aos sí [iːs ˈʃiː])란 아일랜드 신화와 스코틀랜드 신화에 등장하는 초자연적 존재들로, 노르드 신화의 엘프에 대응하는 "요정"들이다. 보다 옛날 형태로는 에스시더(고대 아일랜드어: aes sídhe [eːs ˈʃiːðʲə])라 했다. 이스시는 무덤 속 지하, 서쪽 큰 바다 너머, 또는 인간의 눈에는 보이지 않는 어딘가에 살고 있다고들 전해진다. 그 세계는 《에린 침략의 서》에서는 일종의 평행우주처럼 묘사된다. "이스시"라는 말은 풀어 해석하면 "고분(시)"의 "사람들(이스)"이라는 뜻이다.
일부 2차 문헌들이나 윌리엄 버틀러 예이츠 같은 근현대 저자들은 이들을 그냥 시(아일랜드어: sídhe, 영어: sith)라고 부르는 경우도 있으며, 그래서 아일랜드와 스코틀랜드 신화에 등장하는 요정 요괴들은 이름이 "시"로 끝나는 경우가 많다. 이스시의 종류로는 밴시, 카트시, 쿠시, 둘라한 등이 있다.

## 같이 보기
- 피르 볼그
- 진 (신화)
- 별세계
- 캐서린 브릭스
- 세흐룬 케틴
- 에드워드 드웰리
- 더글러스 하이드
- W. B. 예이츠